# Sint-Margriete
Sint-Margriete is een dorp in de Belgische provincie Oost-Vlaanderen en een deelgemeente van Sint-Laureins, het was een zelfstandige gemeente tot aan de gemeentelijke herindeling van 1977. Sint-Margriete ligt in het noorden van Meetjesland, tegen de Nederlandse grens.
Het behoort tot het gebied dat volledig is herwonnen op de Westerschelde. Het dorp kreeg te maken met een overstroming in de winter 1375-1376 en de Sint-Elisabethsvloed van 1404 en is volledig ingedijkt. Deze indijkingen gebeurden tussen 1350 en 1750.

## Geschiedenis
De eerste aan Sint-Margaretha gewijde kerk werd in 1244 gesticht door de Sint-Pietersabdij op enkele kilometers ten noorden van het huidige dorp, op Nederlands grondgebied. Deze staat bekend als de eerste kerk van Sint-Margriete.
Een nieuwe kerk, bekend als de tweede kerk van Sint-Margriete, werd kort na 1399 gebouwd op 2,5 km ten noorden van Nieuw-Roeselare, nadat er weer herdijkingen hadden plaatsgevonden. In 1404 ging deze kerk alweer verloren ten gevolge van de Sint-Elisabethsvloed.
In 1444 werd de Roeselarepolder bedijkt en in 1462 volgde de Sint Kruispolder ten noordwesten van de Roeselarepolder. In deze polder werd in 1470 de nieuwe parochiekerk van Sint-Margriete gebouwd, bekend als de derde kerk van Sint-Margriete.
De godsdienstoorlogen en de daaropvolgende inundaties in het kader van de Tachtigjarige Oorlog leidden er toe dat ook deze derde kerk in verval raakte. In 1570 verdween de kerk ten gevolge van de Allerheiligenvloed. Toen ontstond ook de Brandkreek. De godsdienstoorlogen leidden tot verder verval van deze kerk.
In 1622 werd de Brandkreek gegraven als verdedigingslinie door de Staatsen. Bovendien bracht de Vrede van Munster (1648) met zich mee dat de parochie van Sint-Margriete gehalveerd werd. Een deel kwam op Staats grondgebied te liggen.
In 1672 begon men met de bouw van een nieuwe kerk door de Sint-Baafsabdij, nu in de Sint-Lievenspolder. Deze vierde kerk van Sint-Margriete had in 1682 nog te lijden van een overstroming, waarbij ook de Brandkreek werd verbreed en de ruïnes van de derde kerk wegspoelden. In 1883 werd de vierde kerk, die bouwvallig geworden was, gesloopt. Alleen het koor bleef behouden. Dit werd met een neogotisch portaal afgesloten en er werd een calvarie in opgericht. In 1971 woedde er een brand en daarna werd het oude koor gesloopt.
De nieuwe kerk werd gebouwd van 1877-1881. Dit is de vijfde kerk van Sint-Margriete.

## Demografische ontwikkeling
- Bronnen:NIS, Opm:1831 tot en met 1970=volkstellingen; 1976 = inwoneraantal op 31 december

## Bezienswaardigheid
- de Sint-Margaretakerk uit 1881, de vijfde kerk van het dorp
- het voormalig gemeentehuis van 1870
- Baeyensmolen, een molenrestant

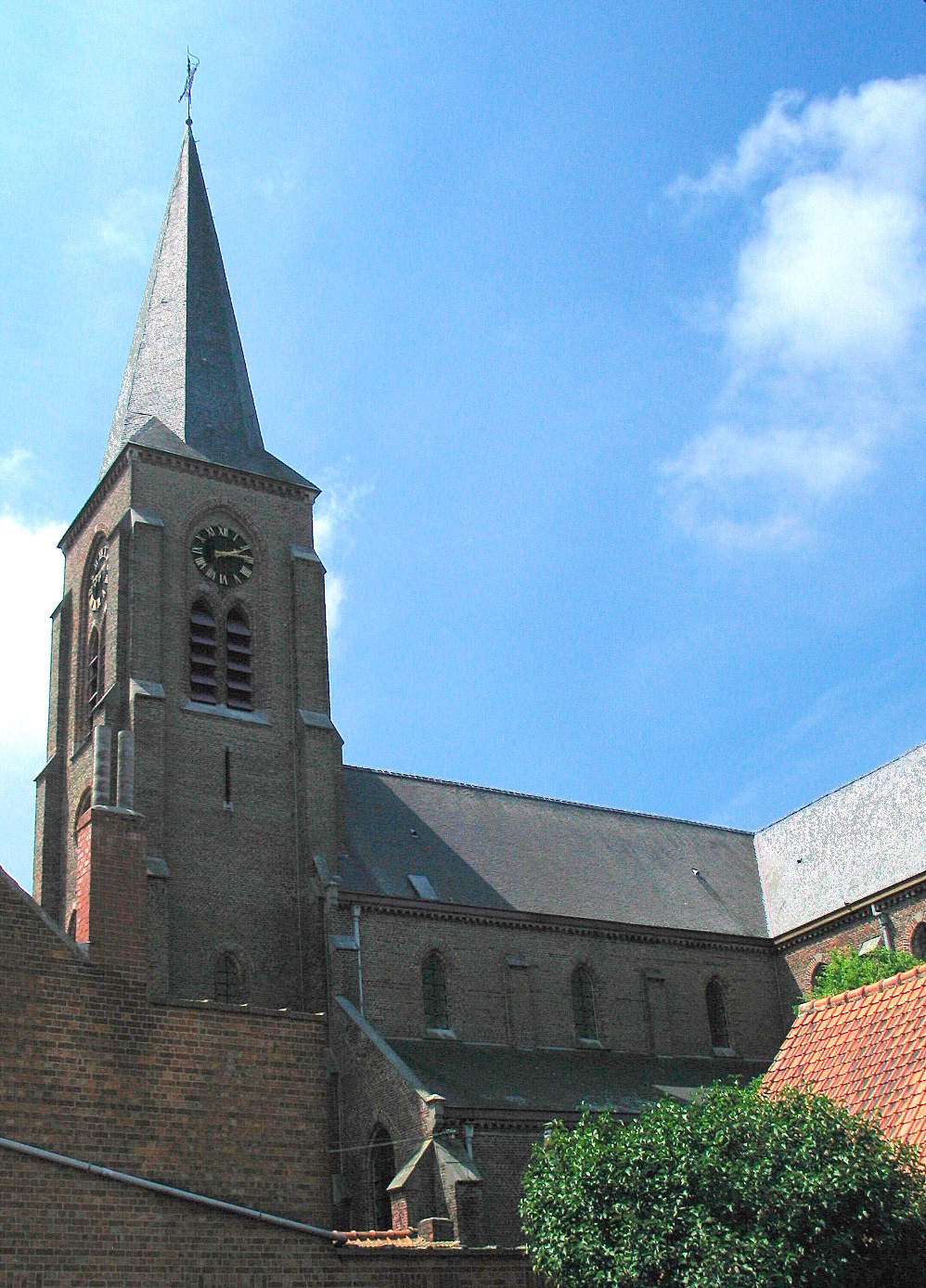
De Sint-Margaretakerk
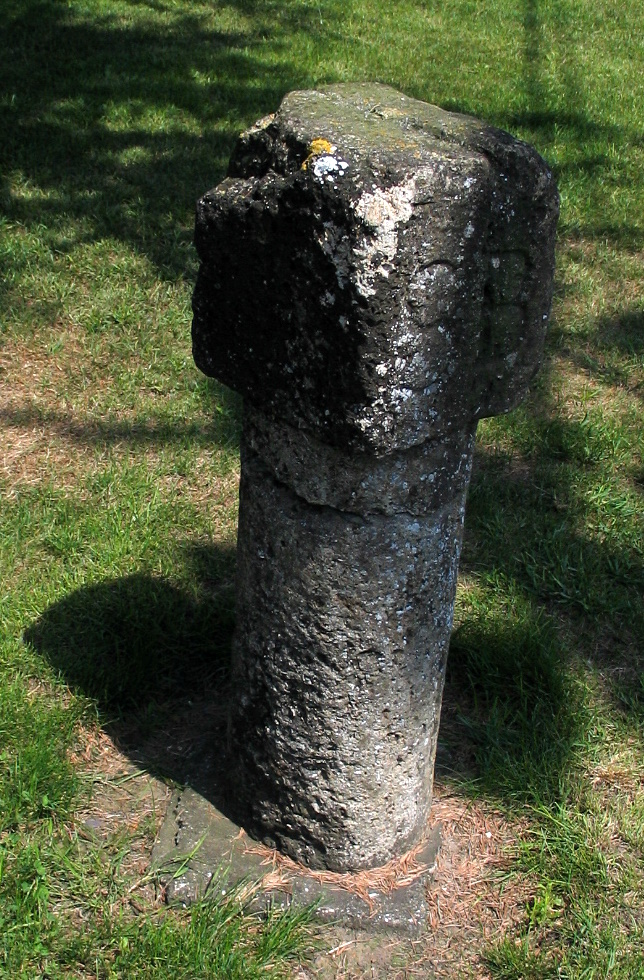
Een tiendpaal aan de Sint-Margaretakerk
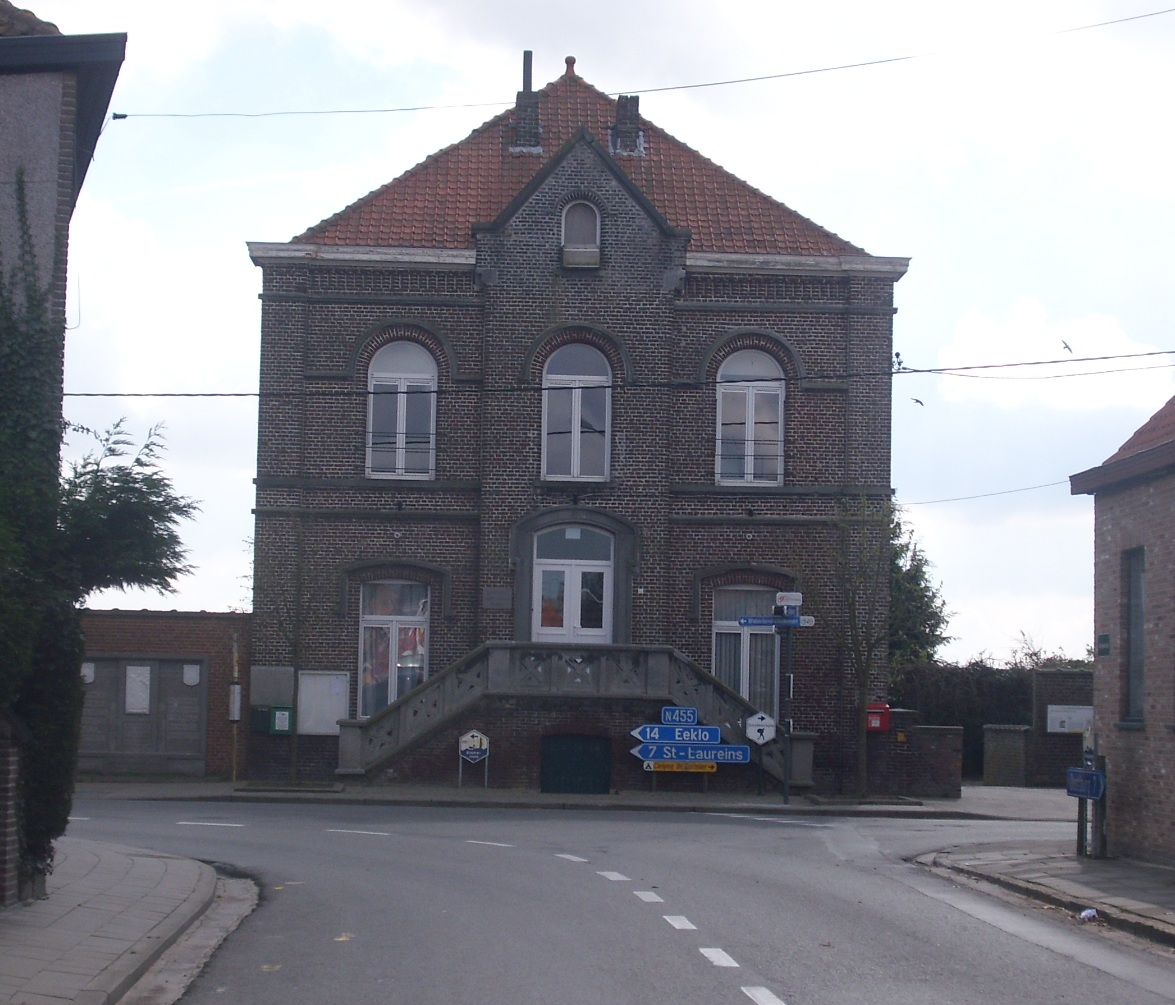
Voormalig gemeentehuis, thans secretariaat Generale Vrije Polders.

## Natuur en landschap
Sint-Margriete ligt dicht tegen de Nederlandse grens aan en kent vooral lintbebouwing die zich ontwikkelde langs de polderdijken en zich historisch heeft ontwikkeld. De plaats ligt in het Oost-Vlaams polder- en krekengebied op een hoogte van ongeveer 2 meter. Tot de nabijgelegen kreken behoren de Molenkreek, de Roeselarekreek en de Hollandersgatkreek, en verder het Nieuw Haantjesgat en De Val.
Sint-Margriete is vanouds een landbouwdorp. In 1960 werd nog een weegbrug opgericht voor landbouwproducten.

## Nabijgelegen kernen
Oostburg, Waterlandkerkje, Waterland-Oudeman, Sint-Jan-in-Eremo, Sint-Laureins, Sint Kruis
Deelgemeenten: Sint-Jan-in-Eremo · Sint-Laureins · Sint-Margriete · Waterland-Oudeman · Watervliet

Overige dorpen en gehuchten: Bentille · Boterhoek · Celie · Comer · Hondseinde · Maagd van Gent · Moershoofde · Moleke · Mollekot · Oudemanspolder · Veldzicht · Zonne

Belgische gemeenten · Arrondissement Eeklo · Oost-Vlaanderen · Vlaanderen